# Лесновка (Фатежский район)
Лесновка — деревня в Фатежском районе Курской области России. Входит в состав Верхнелюбажского сельсовета.

## География
Деревня находится в северной части Курской области, в пределах Дмитриевско-Курской гряды, в лесостепной зоне, к югу от реки Свапы, в 2км от Михайловского водохранилища и на расстоянии примерно 18 километров (по прямой) к северо-западу от города Фатежа, административного центра района. Абсолютная высота — 179 метров над уровнем моря.

### Климат
Климат характеризуется как умеренно континентальный, с тёплым летом и умеренно холодной зимой. Среднегодовая температура — 4,9 °C. Средняя температура воздуха самого тёплого месяца (июля) — 16 — 20 °C (абсолютный максимум — 40 °C); самого холодного (января) — −12 — −5 °C (абсолютный минимум — −37 °C). Продолжительность безморозного периода составляет в среднем 151 день. Вегетационный период длится около 182 дней. Среднегодовое количество атмосферных осадков составляет 582 мм, из которых 460 мм выпадает в период с апреля по октябрь. Снежный покров держится в течение 139 дней.

### Часовой пояс
Деревня Лесновка, как и вся Курская область, находится в часовой зоне МСК (московское время). Смещение применяемого времени относительно UTC составляет +3:00.

## Население
| 1979 | 2002 | 2010 |
| ---- | ---- | ---- |
| 145  | ↘41  | ↘11  |

### Половой состав
По данным Всероссийской переписи населения 2010 года в половой структуре населения мужчины составляли 27,3 %, женщины — соответственно 72,7 %.

### Национальный состав
Согласно результатам переписи 2002 года, в национальной структуре населения русские составляли 100 %.

## Инфраструктура
Личное подсобное хозяйство. В деревне 41 дом.

## Транспорт
Лесновка находится в 6 км от автодороги федерального значения М2 «Крым» (часть европейского маршрута E 105), в 85 км от автодороги М3 «Украина» (часть европейского маршрута E 101), в 21 км от автодороги А142 (часть европейского маршрута E 93), в 7 км от автодороги регионального значения 38К-002 (Верхний Любаж — Поныри), в 16 км от автодороги 38К-038 (Фатеж — Дмитриев), в 21 км от автодороги 38К-035 (А-142 — Михайловка — Линец/38К-038), в 2 км от автодороги 38К-011 (М-2 «Крым» — Игино — Троицкое — 38К-035), в 9 км от автодороги межмуниципального значения 38Н-675 (38К-038 – Нижний Реут – Путчино), в 19,5 км от ближайшего ж/д остановочного пункта 34 км (линия Арбузово — Лужки-Орловские).
В 187 км от аэропорта имени В. Г. Шухова (недалеко от Белгорода).